# Rob Clutton
Rob Clutton (* 10. September 1966) ist ein kanadischer Jazz- und Improvisationsmusiker (Kontrabass, Komposition), der vor allem in der Szene von Toronto wirkt. 

## Wirken
Clutton studierte an der University of Toronto, wo er 1991 mit einem Bachelor in Music abschloss. Er arbeitet in langfristigen Projekten an den Schnittstellen von Komposition und Improvisation. Er tourte in den USA und Europa mit Lina Allemanos Titanium Riot und dem Neufeld Occhipinti Jazz Orchestra (mit Don Byron). Weitere Tourneen mit dem Steve Koven Trio führten nach Japan, Großbritannien und Mexiko. Clutton ist auf Aufnahmen mit dem AIMToronto Orchestra und Anthony Braxton, Nicole Mitchell, Glen Hall/Roswell Rudd, dem David Mott Quintet, Drumheller, Free Music Trio, Handslang, John Millard & Happy Day, Lina Allemano, dem Nick Fraser Quartet, dem Ryan Driver Quintet, dem Steve Koven Trio und The Cluttertones zu hören. Er veröffentlichte mit Dubious Pleasures und Suchness Monster zwei Alben für Solobass.

## Diskographische Hinweise
- Holstein Dream Pageant (SnailBongBong Records 2003, mit Lina Allemano, Chiyoko Szlavnics, Gene Martynec, Tim Posgate, Anthony Michelli)
- Dubious Pleasures (Rat-Drifting 2005)
- Suchness Monster (Rat-Drifting 2009)
- Rob Clutton, Brodie West, Anthony Michelli Compound Eyes (Salem House Records 2010)
- Rob Clutton, Tony Malaby Offering (SnailBongBong Records 2019)[2]